# Ii (Finlandia)
Ii (szw. Ijo) – gmina w Finlandii, w regionie Ostrobotnia Północna, w dawnej prowincji Oulu. Powierzchnia gminy wynosi 2872,44 km² (w tym 52,55 km² jezior i 1 205,83 km² morza), zamieszkuje ją 9933 mieszkańców (czerwiec 2018), praktycznie wszyscy narodowości fińskiej. 1 stycznia 2007 gmina Ii została połączona z gminą Kuivaniemi, pozostając przy nazwie Ii, ale przyjmując herb Kuivaniemi.
Gmina leży u ujścia rzeki Iijoki do Zatoki Botnickiej.

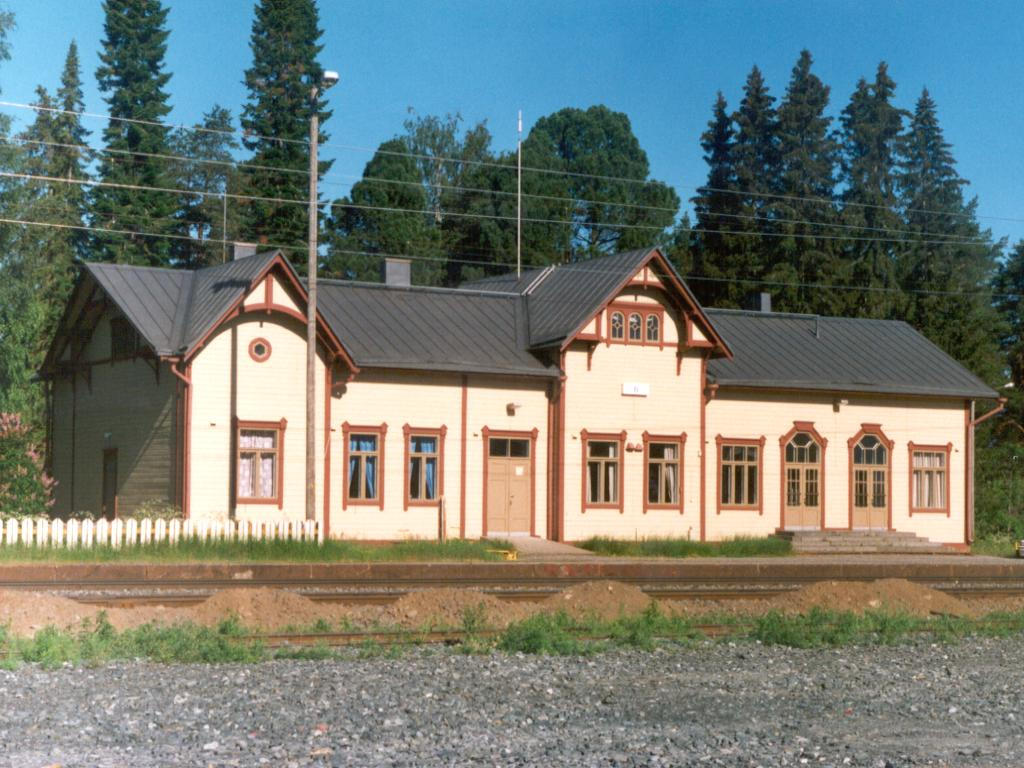
Budynek stacji kolejowej w Ii

Przez Ii przebiega droga krajowa nr 4, łącząca Helsinki z Tornio oraz linia kolejowa Oulu – Tornio, na której znajduje się stacja kolejowa. Na terenie gminy położone jest też lądowisko Iin Lentokenttä.